# 脂斑多彩鯰
脂斑多彩鯰，為輻鰭魚綱鯰形目擬油鯰科的其中一種，為熱帶淡水魚類，分布於南美洲巴西東北部淡水流域，體長可達3.9公分，棲息在底層水域，生活習性不明。

## 扩展阅读
維基物種上的相關：脂斑多彩鯰